# Aguilera (Soria)
Aguilera es una localidad  y también una entidad local menor españolas de la provincia de Soria (comunidad autónoma de Castilla y León). Pueblo de la Comunidad de Villa y Tierra de Berlanga que pertenece al municipio de  Bayubas de Abajo. Desde el punto de vista jerárquico de la Iglesia católica forma parte de la diócesis de Osma la cual, a su vez, pertenece a la archidiócesis de Burgos.

## Geografía
En el valle del Duero, 3 km al oeste de Berlanga de Duero, al pie de Cabezo Grande (973 m s. n. m.), bañado por el río Talegones afluente del Duero por la margen derecha.

### Comunicaciones
En la carretera  SO-P-4138 , 2500 metros al sur de  su inicio en la  CL-116   de Burgo de Osma a Ariza.
Hasta su desaparición estación del ferrocarril Valladolid-Ariza situada en Casas del Batán, 1500 metros al norte de la localidad.

## Historia
En el censo de 1879, ordenado por el conde de Floridablanca,  figuraba como lugar  del Partido de Berlanga en la Intendencia de Soria,  con jurisdicción de señorío y bajo la autoridad del alcalde pedáneo nombrado por el duque de Uceda. Contaba con habitantes 43. Aguilera está vinculado históricamente a la figura del Cid. Precisamente, la localidad forma parte del Camino del Cid.
Sebastián Miñano  lo describe a principios del siglo XIX como lugar de señorío en el partido de Berlanga, obispado de Sigüenza, con alcalde pedáneo, 9 vecinos, 36 habitantes; parroquia aneja a la de Bayubas de Abajo.
A la caída del Antiguo Régimen la localidad se constituye en municipio constitucional en la región de Castilla la Vieja, que en el censo de 1842 contaba con 15 hogares y 60 vecinos, para posteriormente integrarse en Bayubas de Abajo.

## Demografía
Aguilera (Soria) contaba a 1 de enero de 2010 con una población de 23 habitantes, 12 hombres y 11 mujeres.
| Gráfica de evolución demográfica de Aguilera (Soria) entre 2000 y 2017                           |
|                                                                                                  |
| Población de derecho (2000-2017) según los censos de población del INE a 1 de enero de cada año. |

## Patrimonio

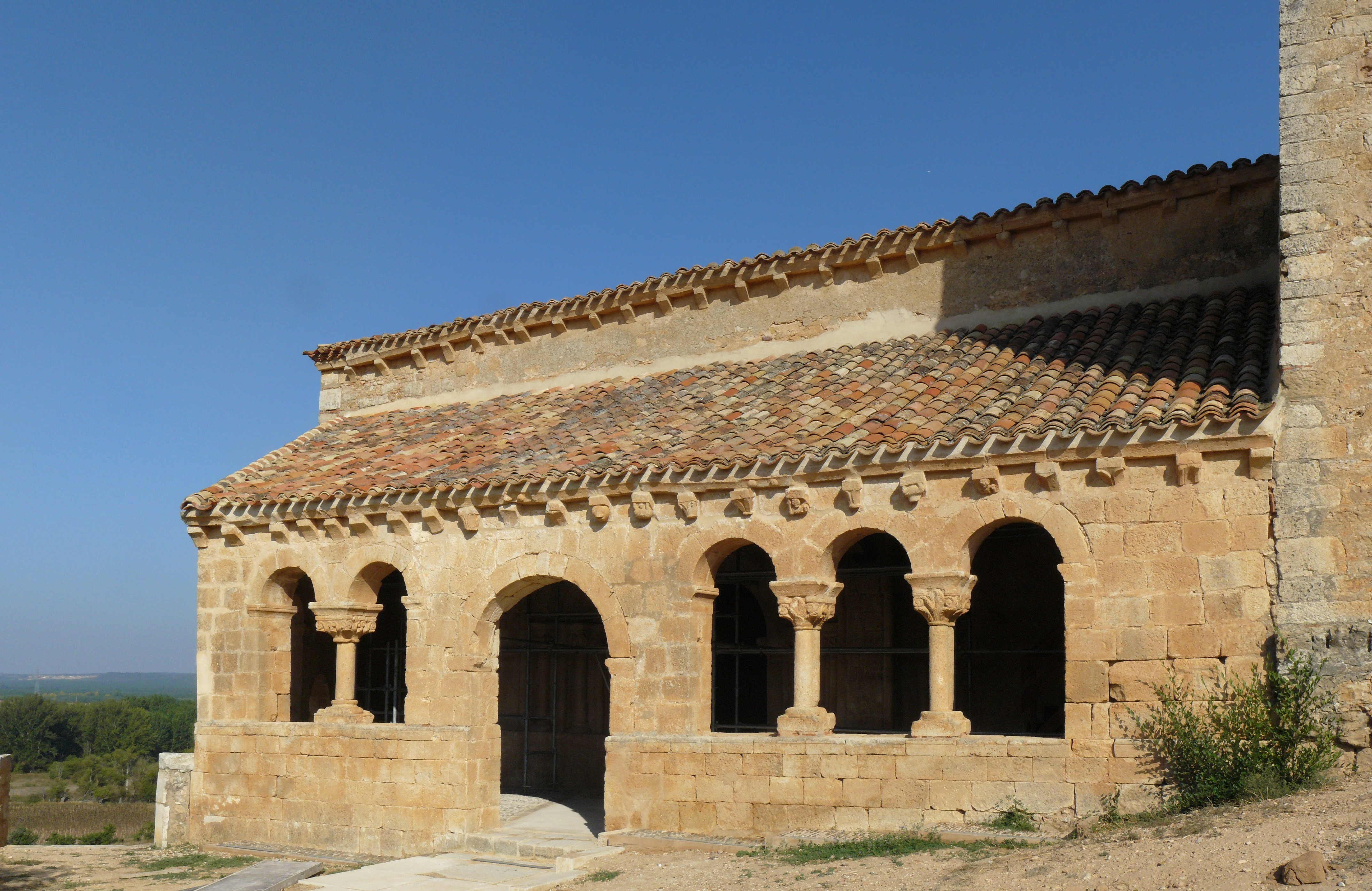
Detalle de la galería porticada.

Iglesia parroquial católica de San Martín, románica, con galería porticada. Construida con los restos de un antiguo monasterio que preside, desde la ladera del cerro rocoso El Cabezo.
El templo data de mediados del siglo XII y cuenta con una sola nave cubierta con armadura de madera que acaba en ábside semicircular. La galería aneja se sustenta en columnas con basa sobre altos podios y está construida en sillería, a diferencia del resto del edificio, que se levantó en mampostería. La portada, muy abocinada, tiene cuatro arquivoltas, tres de ellas apoyadas en columnas con capiteles decorados
Tiene incoado expediente como Bien de Interés Cultural en la categoría de Monumento desde el 4 de enero de 1983.
Para Gonzalo Martínez y en otras fuentes aseguran que hubo un castillo en la población, quizás en el cerro del Cabezo, donde hay indicios de una atalaya musulmana, que fue construida sobre los restos de un poblado hispanorromano. Otra posibilidad es que el castillo estuviera en el cerro de Las Cabezuelas, donde encontramos unas enigmáticas ruinas, muy desvirtuadas y cubiertas de maleza, sin identificar. En el yacimiento de La Llana encontramos más restos romanos, en este caso los de una villa, junto al río Talegones sobre una superficie fértil poco accidentada, datable entre los siglos I al V de nuestra era.